# Amelia Boynton Robinson
Amelia Boynton Robinson   (Savannah, 18 d'agost de 1911 - Montgomery, 26 d'agost de 2015) nom abreujat d'Amelia Isadora Platts Boynton Robinson fou una activista nord-americana dirigent del moviment dels drets civils dels Estats Units a Selma, Alabama, i figura clau en les marxes de Selma la Montgomery del 1965. El 1984, fou vicepresidenta fundadora del Schiller Institute amb Lyndon LaRouche. Amelia rebeu el 1990 la Medalla de la Llibertat Martin Luther King. El 2014, l'actriu Lorraine Toussaint la va interpretar en la pel·lícula Selma, d'Ava DuVernay.

## Primers anys
Amelia Isadora Platts naix a Savannah, Georgia, el 18 d'agost del 1911, filla de George i Anna Eliza (Hicks) Platts, ambdós afrodescendents americans. Ella també tenia avantpassats cherokees i alemanys. L'església fou decisiva en els primers nou anys de formació d'Amelia. De jove, s'involucrà en la campanya pel vot femení als Estats Units. La seua família l'animà a llegir des de menuda i anà dos anys al Col·legi Industrial per a Joves Negres de l'estat de Georgia (actual Savannah State University), històricament una institució per a afrodescendents. També estudià en l'Institut Tuskegee (hui Tuskegee University), i es llicencià en economia domèstica el 1927.

## Carrera i drets civils
Platts donà classes a Georgia abans de les seues activitats en el Departament d'Agricultura dels EUA (USDA) a Selma. Ella ensenyava a la població rural sobre producció i processament d'aliments, nutrició, salut i altres afers relacionats amb l'agricultura i la producció domèstica.
Va conéixer el seu futur marit Samuel William Boynton a Selma, on treballava com a agent d'extensió durant la Gran Depressió. Es van casar el 1936 i tingueren dos fills, Bill Jr. i Bruce Carver Boynton. Més tard adoptaren dos nebots d'Amelia, Sharon (Platts) Seay i Germaine (Platts) Bowser. Amelia i Samuel conegueren el notable botànic, inventor, científic i agrònom George Washington Carver al Tuskegee Institute, en què tots dos es van llicenciar.
El 1934 Amelia Boynton es va registrar per a votar, cosa que era extremament difícil per a la gent negra a Alabama. La majoria n'havia estat exclosa de la política durant dècades, exclusió que arriba fins als anys 1960. El 1963, Samuel Boynton mor. Amelia va fer de la seua casa i oficina de Selma un centre de reunions estratègiques de la lluita pels drets civils a Selma, incloent-hi la campanya pel vot. El 1964 Boynton es presenta al Congrés per Alabama, esperant encoratjar el registre de la gent negra per a l'elecció. Ella fou la primera dona afroamericana a disputar un càrrec a Alabama i la primera dona a disputar pel Partit Demòcrata en aquell estat, i en rebé el 10% dels vots.
El 1964 i 1965, Boynton col·labora amb Martin Luther King, Diane Nash, James Bevel i altres en la Conferència del Lideratge Cristià del Sud (SCLC) per planejar manifestacions pels drets civils i pel dret al vot. Mentre Selma tenia una població amb el 50% de gent negra, sols 300 dels residents afroamericans eren registrats com a electors el 1965, després que n'arrestaren milers per les protestes. En març del 1966, després dels moviments pel dret al vot de 1965, 11.000 foren registrats com a electors.
Per a donar força a les protestes contra la segregaçió fins al 1965, Amelia Boynton ajudà a organitzar una marxa a la capital de l'estat de Montgomery, iniciada per James Bevel i que es realitzà el 7 de març de 1965. Encapçalada per John Lewis, Hosea Williams i Bob Mants, incloïa Rosa Parks i altres. L'esdeveniment es coneix com a Diumenge Sagnant quan la policia municipal i estatal va reprimir violentament la marxa, quan els manifestants travessaven el pont Edmund Pettus cap al municipi de Dallas, Alabama. A conseqüència de les agressions ordenades pel xèrif Jim Clark, Boynton resultà insconscient i la seua fotografia caiguda al sòl del pont Edmund Pettus Bridge va recórrer el món.
Va patir cremades en la gola pels efectes del gas lacrimogen, però, així i tot, Amelia participaria en les dues marxes següents. Amb protecció federal i amb milers de manifestants, fins i tot blancs, junts en la protesta, la tercera marxa va arribar a Montgomery el dia 24 de març amb 25.000 persones.
Els esdeveniments del Diumenge Sagnant i les marxes següents sensibilitzaren l'opinió pública i aconseguiren l'aprovació de la Llei dels drets de vot de 1965. Boynton fou convidada d'honor en la cerimònia en què el president Lyndon Johnson signà la llei l'agost d'aquell any.

## Últims anys
Boynton es tornà a casar al 1969, amb un músic, Bob W. Billups, que va morir en un accident de vaixell el 1973. Ella encara es casaria per tercera volta al 1976, amb un antic company de classe de Tuskegee, James Robinson. Ella se n'anà a viure amb ell a Tuskegee i James moriria al 1988.
El 1992, la proclamació del "Dia d'Amelia Boynton Robinson" a Seattle i a l'estat de Washington fou suspesa quan alguns oficials van anunciar la seua implicació en fraus relacionats amb el Schiller Institute i amb un dels seus fundadors, Lyndon LaRouche.
Durant l'any 2007, Amelia viatjà per Suècia, Dinamarca, Alemanya, França i Itàlia, com a vicepresidenta del Schiller Institute. Hi va parlar amb joves europeus sobre el seu suport la LaRouche, que negava fets sobre els atacs de l'11 de setembre de 2001, Martin Luther King i Franklin Delano Roosevelt, així com sobre la continuïtat del racisme als Estats Units, que ella deia que es demostrava pels recents esdeveniments a Jena (Luisiana).
Amelia es jubilà com a vicepresidenta del Schiller Institute al 2009.
Al febrer del 2011, amb 99 anys, torna a la seua ciutat natal, Savannah, per fer classes en la Universitat Estatal.
Mor el 26 d'agost del 2015 a Montgomery, Alabama, vuit dies després de celebrar el seu 104t aniversari.

## Llegat i premis
El 1990, Boynton fou premiada amb la Medalla de la Llibertat Martin Luther King.
El seu llibre de memòries, Bridge Across Jordan conté homenatges d'amics i companys com Coretta Scott King i Andrew Young.
Al 2014, la ciutat de Selma posà el seu nom a un carrer en homenatge.
Amelia fou interpretada per Lorraine Toussaint en la pel·lícula de 2014 Selma, que tractava sobre el moviment pel dret al vot i les marxes de <i id="mwpA">Selma</i> a Montgomery. Ja amb 103 anys, no pogué viatjar per veure la pel·lícula. La Paramount Pictures preparà, llavors, una sessió privada en la seua pròpia casa, oberta a familiars i amics.
A gener del 2015, Amelia participà en el Discurs sobre l'Estat de la Unió, com a convidada pel president Barack Obama i, en cadira de rodes, al costat d'Obama i altres travessà el pont Edmund Pettus durant els festeigs del 50é aniversari de les marxes.